# 41. Oscar-gála
A 41. Oscar-gála díjátadója 1969. április 14-én történt a Los Angeles-i Dorothy Chandler Pavilionban. Nem volt ceremóniamester. Új helyre költözött a gálaest, a Los Angeles belvárosában álló modern Music Center színháztermébe. Az est fő filmjei az Oliver és Az oroszlán télen volt, pedig jobbnál jobb filmeket neveztek, Romeo és Júlia, Rosemary gyermeke, 2001: Űrodüsszeia, Funny Girl. A női főszereplő jelöltek közül Katharine Hepburn és Barbra Streisand azonos szavazattal nyert, ilyen utoljára 1932-ben történt meg, akkor Wallace Beery és Fredric March lett Oscar-díjas férfi főszereplő. Az első Oscar-díját nyerte szovjet film a Háború és béke és a jelöltek között ott volt az első magyar film is, A Pál utcai fiúk.

## Győztesek

### Filmek
| Kategória                    | Győztes                                    |                               |
| ---------------------------- | ------------------------------------------ | ----------------------------- |
| Legjobb film                 | Oliver!                                    | John Woolf                    |
| Legjobb külföldi film        | Háború és béke (War and Peace)             | Szovjetunió                   |
| Legjobb dokumentumfilm       | Young Americans (később diszkvalifikálták) | Robert Cohn és Alex Grasshoff |
|                              | Journey Into Self                          |                               |
| Legjobb animációs film       |                                            |                               |
| Legjobb rövid dokumentumfilm | Why Man Creates                            | Saul Bass                     |
| Legjobb rövid animációs film | Winnie the Pooh and the Blustery Day       | Walt Disney                   |
| Legjobb rövidfilm            | Robert Kennedy Remembered                  | Charles Guggenheim            |

### Jelölések
Legjobb film
- Funny Girl – Ray Stark, producer
- Az oroszlán télen (The Lion in Winter) – Martin Poll, producer
- Rachel, Rachel – Paul Newman, producer
- Rómeó és Júlia (Romeo and Juliet) – Anthony Havelock-Allan és John Brabourne, producerek

Legjobb külföldi film
- A Pál utcai fiúk – Magyarország
- The Firemen's Ball – Csehszlovákia
- The Girl with the Pistol – Olaszország
- Stolen Kisses – Franciaország

Dokumentumfilm
- A Few Notes on Our Food Problem – James Blue, producer
- Journey into Self – Bill McGaw, producer

[Jegyzet: május 7-én jogosulatlannak minősítették a Fiatal amerikaiak-at mert 1967 októberében mutatták be, ezért 1968-as filmekkel nem versenyezhetett, május 8-án a Journey into Self-et nyilvánitották nyertesnek.] 
- The Legendary Champions – William Cayton, producer
- Other Voices – David H. Sawyer, producer
- Young Americans – Robert Cohn and Alex Grasshoff, producerek

Rövid dokumentumfilm
- The House that Ananda Built – Fali Bilimoria, producer
- The Revolving Door – Lee R. Bobker, producer
- A Space to Grow – Thomas P. Kelly, Jr., producer
- A Way Out of the Wilderness – Dan E. Weisburd, producer

Legjobb rövid animációs film
- The House that Jack Built – Wolf Koenig és Jim MacKay, producerek
- The Magic Pear Tree – Jimmy Murakami, producer
- Windy Day – John Hubley és Faith Hubley, producerek

Legjobb rövidfilm
- The Dove – George Coe, Sidney Davis and Anthony Lover, producerek
- Duo – National Film Board of Canada
- Prelude – John Astin, producer
- Robert Kennedy Remembered – Charles Guggenheim, producer

### Színészet
| kategória                    | győztes                               | film                            |
| ---------------------------- | ------------------------------------- | ------------------------------- |
| Legjobb férfi főszereplő     | Cliff Robertson                       | Charly                          |
| Legjobb női főszereplő       | Katharine Hepburn és Barbra Streisand | Az oroszlán télen és Funny Girl |
| Legjobb férfi mellékszereplő | Jack Albertson                        | The Subject Was Roses           |
| Legjobb női mellékszereplő   | Ruth Gordon                           | Rosemary's Baby                 |

### Jelölések
Legjobb férfi főszereplő
- Alan Arkin – The Heart Is a Lonely Hunter {"Singer"}
- Alan Bates – The Fixer {"Yakov Bok"}
- Ron Moody – Oliver! {"Fagin"}
- Peter O’Toole – Az oroszlán télen {"King Henry II"}

Legjobb férfi mellékszereplő
- Seymour Cassel – Faces {"Chet"}
- Daniel Massey – Star! {"Noel Coward"}
- Jack Wild – Oliver! {"The Artful Dodger"}
- Gene Wilder – The Producers {"Leo Bloom"}

Legjobb női főszereplő
- Patricia Neal – The Subject Was Roses {"Nettie Cleary"}
- Vanessa Redgrave – Isadora {"Isadora Duncan"}
- Joanne Woodward – Rachel, Rachel {"Rachel Cameron"}

Legjobb női mellékszereplő
- Lynn Carlin – Faces {"Maria Forst"}
- Sondra Locke – The Heart Is a Lonely Hunter {"Mick Kelly"}
- Kay Medford – Funny Girl {"Rose Brice"}
- Estelle Parsons – Rachel, Rachel {"Calla Mackie"}

### Forgatókönyv és rendezés
| Kategória                     | Győztes       | Film              |
| ----------------------------- | ------------- | ----------------- |
| Legjobb eredeti forgatókönyv  | Mel Brooks    | The Producers     |
| Legjobb adaptált forgatókönyv | James Goldman | Az oroszlán télen |
| Legjobb rendezés              | Carol Reed    | Oliver!           |

### Jelölések
Legjobb adaptált forgatókönyv
- The Odd Couple – Neil Simon
- Oliver! – Vernon Harris
- Rachel, Rachel – Stewart Stern
- Rosemary's Baby – Roman Polański

Legjobb eredeti forgatókönyv
- The Battle of Algiers – Franco Solinas, Gillo Pontecorvo
- Faces – John Cassavetes
- Hot Millions – Ira Wallach, Peter Ustinov
- 2001: A Space Odyssey – Stanley Kubrick, Arthur C. Clarke

Legjobb rendezés
- The Battle of Algiers – Gillo Pontecorvo
- Az oroszlán télen – Anthony Harvey
- Rómeó és Júlia – Franco Zeffirelli
- 2001: A Space Odyssey – Stanley Kubrick

## Egyéb díjak
Legjobb látványterv
- Olivér (Oliver!) – látványtervező: John Box, Terence Marsh; díszlettervező: Vernon Dixon, Ken Muggleston
  - A halász cipője (The Shoes of the Fisherman) – látványtervező: George W. Davis, Edward Carfagno
  - Star! – látványtervező: Boris Leven; díszlettervező: Walter M. Scott, Howard Bristol
  - 2001: A Space Odyssey – látványtervező: Tony Masters, Harry Lange, Ernie Archer
  - War and Peace – látványtervező: Mikhail Bogdanov, Gennady Myasnikov; díszlettervező: G. Koshelev, V. Uvarov

Legjobb operatőr
- Romeo and Juliet – Pasqualino De Santis
  - Funny Girl – Harry Stradling
  - Ice Station Zebra – Daniel L. Fapp
  - Olivér (Oliver!) – Oswald Morris
  - Star! – Ernest Laszlo

Legjobb jelmeztervező
- Romeo and Juliet – Danilo Donati
  - Az oroszlán télen (The Lion in Winter) – Margaret Furse
  - Olivér (Oliver!) – Phyllis Dalton
  - A majmok bolygója (Planet of the Apes)s – Morton Haack
  - Star! – Donald Brooks

Legjobb vágás
- Bullitt – Frank P. Keller
  - Funny Girl – Robert Swink, Maury Winetrobe, William Sands
  - The Odd Couple – Frank Bracht
  - Olivér (Oliver!) – Ralph Kemplen
  - Wild in the Streets – Fred Feitshans, Eve Newman

Legjobb zene(Eredeti filmzene mozgófilmben (nem musicalben))
- Az oroszlán télen (The Lion in Winter) – John Barry
  - The Fox – Lalo Schifrin
  - A majmok bolygója (Planet of the Apes) – Jerry Goldsmith
  - A halász cipője (The Shoes of the Fisherman) – Alex North
  - A Thomas Crown-ügy (The Thomas Crown Affair) – Michel Legrand

Legjobb zene (Filmzene musicalfilmben – eredeti vagy adaptáció)
- Olivér (Oliver!) – Johnny Green (adaptáció)
  - Szivárványvölgy (Finian's Rainbow) – Ray Heindorf (adaptáció)
  - Funny Girl – Walter Scharf (adaptáció)
  - Star! – Lennie Hayton (adaptáció)
  - A Rochefort-i kisasszonyok (Les demoiselles de Rochefort; francia) – Michel Legrand (zene és adaptáció); Jacques Demy (dalszöveg)

Legjobb dal
- The Windmills of Your Mind, A Thomas Crown-ügy (The Thomas Crown Affair) – zene Michel Legrand; dalszöveg Alan Bergman és Marilyn Bergman
  - Chitty Chitty Bang Bang, Chitty Chitty Bang Bang – Richard M. Sherman és Robert B. Sherman
  - For Love of Ivy, For Love of Ivy – zene Quincy Jones; dalszöveg Bob Russell
  - Funny Girl, Funny Girl – zene Jule Styne; dalszöveg Bob Merrill
  - Star!, Star! – zene Jimmy Van Heusen; dalszöveg Sammy Cahn

Legjobb hang
- Bullitt – Warner Bros.-Seven Arts Studio Sound Department
- Finian's Rainbow – Warner Bros.-Seven Arts Studio Sound Department
- Funny Girl – Columbia Studio Sound Department
- Oliver! – Shepperton Studio Sound Department
- Star! – 20th Century-Fox Studio Sound Department

SPECIAL VISUAL EFFECTS
- Ice Station Zebra – Hal Millar, J. McMillan Johnson
- 2001: A Space Odyssey – Stanley Kubrick

JEAN HERSHOLT humanitárius díj
- Martha Raye

Életműdíj
- To John Chambers for his outstanding makeup achievement for 'Planet of the Apes.'
- To Onna White for her outstanding choreography achievement for 'Oliver!'

## Díjátadók
- Ingrid Bergman (társátadó: legjobb női főszereplő és legjobb operatőr)
- Diahann Carroll (társátadó: legjobb Visual Effects, dokumentumfilm és életműdíj Onna White-nak)
- Tony Curtis (társátadó: legjobb női mellékszereplő, legjobb rövidfilm, legjobb animációs film és dokumentumfilm)
- Jane Fonda (társátadó: legjobb külföldi film, legjobb jelmez és legjobb rövidfilm, legjobb animációs film)
- Bob Hope (átadó: Jean Hersholt részére humanitárius díj)
- Burt Lancaster (társátadó: legjobb férfi főszereplő, legjobb Visual Effects, és technikai díj)
- Mark Lester (társátadó: Onna White részére életműdíj)
- Henry Mancini (társátadó: legjobb zene)
- Walter Matthau (társátadó: legjobb vágás és életműdíj John Chambers részére)
- Marni Nixon (társátadó: legjobb zene)
- Gregory Peck
- Sidney Poitier (társátadó: legjobb film)
- Rosalind Russell (társátadó: legjobb zene, legjobb hang és forgatókönyv)
- Frank Sinatra (társátadó: legjobb férfi főszereplő, legjobb dal és forgatókönyv)
- Natalie Wood (társátadó: legjobb látványterv és technikai díj)

## Előadók
- José Feliciano ("The Windmills of Your Mind" from The Thomas Crown Affair)
- Aretha Franklin ("Funny Girl" from Funny Girl)
- Abbey Lincoln ("For the Love of Ivy" from For the Love of Ivy)
- Sidney Poitier ("Chitty Chitty Bang Bang" from Chitty Chitty Bang Bang)